# María del Carmen Maldonado
María del Carmen Maldonado Sánchez (Quito, 24 de mayo de 1971) es destacada oradora, abogada y política ecuatoriana. Fue la Presidenta del Consejo de la Judicatura del Ecuador, por un periodo de tres años, entre enero de 2019 a febrero de 2022; siendo la primera mujer en ocupar la presidencia del órgano de gobierno de la Función Judicial.

## Biografía
Nacida en Quito, capital de Ecuador. Hija del doctor Luis Jaime Maldonado Verdezoto y de la doctora Yolanda Sánchez Andrade. 
Casada con el doctor Diego Molina Restrepo, con quien tiene un hijo.
Sus estudios los realizó en escuela y colegio católicos, posteriormente en los estudios universitarios optó por la educación laica. Por su destacada actividad en la Universidad Central del Ecuador, en el ámbito académico, de la oratoria y la participación estudiantil, ocupó varias designaciones consecutivas: delegada a la Asociación Femenina Universitaria de la Universidad Central del Ecuador, delegada a Junta de Facultad y al Honorable Consejo Universitario. Participó como candidata a la presidencia de la Asociación Escuela de Derecho, pretendiendo alcanzar este lugar una mujer y además distinta a la tendencia política imperante tradicional.  
Es la mujer ecuatoriana más destacada en el ámbito de la oratoria, desde luego gran oradora, y ganadora del primer lugar en el concurso interno de oratoria de la Facultad de Derecho y Primer Lugar del Concurso Inter facultades de Oratoria de la Universidad Central del Ecuador. 
Su formación incluyó temas de género como el Programa de Alta dirección para Mujeres del IDE Business School.
Fue Subprocuraduría de la Zona Norte del Municipio del Distrito Metropolitano de Quito, así como Procuradora General del Instituto Ecuatoriano de Seguridad Social. En el ámbito privado accedió a conformar la JCI en la ciudad de Quito, en la primera ocasión en la que se mixtificaba el capítulo Quito, luego de 50 años de creación.
Muy joven entró a la política en uno de los partidos políticos de mayor historia en el país, la Izquierda Democrática (Ecuador). A corta edad se hizo acreedora por sus méritos a ocupar un curul en el Congreso Nacional del Ecuador, donde formó parte de la Comisión de lo Económico.

### Presidenta del Consejo de la Judicatura
Siendo presidenta del Consejo de la Judicatura, se lanzó la herramienta de FemicidiosEc.
Primera mujer ecuatoriana miembro del Consejo Directivo del Centro de Estudios de Justicia de las Américas (CEJA), de la Organización de los Estados Americanos (OEA).
Desde octubre del 2021, forma parte de la Comisión Iberoamericana de Ética Judicial de la Cumbre Judicial Iberoamericana (CJI).
Única mujer ecuatoriana ganadora del Concurso Mundial de Oratoria. Delegada de Ecuador a la Academia Internacional de Liderazgo de la JCI en Japón.

## Estudios Universitarios
- Cursante del Doctorado en Derecho, Universidad de Castilla-La Mancha (UCLM), España.
- Programa de Alta Dirección y Gobierno Corporativo para Mujeres, IDE Business School, 2018.
- Magíster en Derecho Constitucional, Universidad de Castilla-La Mancha (UCLM), España, 2016.
- Especialista Superior en Derecho Administrativo, Universidad Andina Simón Bolívar, Ecuador, 2013.
- Magíster en Cooperación Internacional, Universidad Complutense de Madrid, España, 1999.
- Diplomado en Cátedra Jean Monnet, Universidad Complutense de Madrid, España, 1999.
- Diplomado en Análisis de Conflictos Internacionales, Universidad Complutense de Madrid, España, 1999.
- Doctora en Jurisprudencia, Universidad Central del Ecuador, 1998.
- Licenciada en Ciencia Públicas y Sociales, Universidad Central del Ecuador, 1994.

## Experiencia Laboral
Ex Presidenta del Consejo de la Judicatura de Ecuador (2019-2022). En el ámbito jurisdiccional fue magistrada de la Corte Constitucional del Ecuador (2012 - 2015) mediante un concurso de méritos y oposición con impugnación ciudadana. 
Se desempeñó como Asesora Jurídica del Consejo de Participación Ciudadana y Control Social (2010-2012), Procuradora General del Instituto Ecuatoriano de Seguridad Social (2007-2008), Legisladora de la República (2006), Subprocuradora General del Municipio del Distrito Metropolitano de Quito (2003-2004), Directora de Asesoría Jurídica del Ministerio de Bienestar Social del Ecuador, actual Ministerio de Inclusión Económica y Social (2001), Directora Ejecutiva de la Corporación Foro Jurídico del Ecuador y Fundadora de MS Maldonado Abogados desde 1998.
Por más de 14 años, como docente, ha impartido las cátedras de Derecho Administrativo, Derecho Constitucional y Litigación Oral, tanto en pregrado como posgrado en universidades públicas y privadas del país, entre ellas: el Instituto de Altos Estudios Nacionales (IAEN), y la Escuela Superior Politécnica del Litoral (ESPOL), donde fue reconocida como la docente mejor evaluada del Programa de Maestría en el año 2018 y jurado de diversos concursos a nivel nacional. 
Otro punto destacado es su reconocida trayectoria como conferencista y ponente en varios seminarios y foros en instituciones públicas, privadas y en universidades a nivel nacional e internacional, entre ellas: el 8vo Período de Sesiones de la Conferencia de los Estados Partes en la Convención de las Naciones Unidas contra la Corrupción en Abu Dhabi (2019),  Segunda Reunión Preparatoria de la XX Edición de la Cumbre Judicial Iberoamericana en Perú (2019), Noveno período de sesiones de la Conferencia de los Estados Partes en la Convención de las Naciones Unidas contra la Corrupción desarrollada virtualmente en Sharm el-Sheikh, Egipto (2021), organizadora y ponente del Conversatorio Internacional “Dos pandemias: COVID-19 y Violencia contra niñas, niños, adolescentes y mujeres” (2020), organizadora y ponente del Encuentro virtual Iberoamericano de Magistradas – con la tecnología contra la violencia, (2021) con más de 230 Magistradas de 25 países.

## Obras Publicadas
Presentó, junto con el Dr. José María Vázquez García-Peñuela, Rector de la Universidad Internacional de La Rioja, el libro: Memorias de las Jornadas Académicas “Derecho Constitucional para Operadores de Justicia”, Quito, 2020, publicado por el Consejo de la Judicatura, se trata de una compilación de investigaciones y estudios del fenómeno del constitucionalismo en general y ecuatoriano en particular.
Jurisdicción de la Libertad en Europa e Iberoamérica, Madrid, 2014. Realizada con los más relevantes exponentes de España, Italia y Portugal. El prólogo de la obra fue realizado por José Carrillo Menéndez, Rector de la Universidad Complutense de Madrid y publicada por Editorial Reus.

## Premios y reconocimientos
- 2018 | Declaración de Huésped Distinguida del Municipio Autónomo de Mayagüez – Puerto Rico por su destacada participación en la Cumbre Mundial de Mujeres.

- 2018 | Reconocimiento como docente mejor evaluada de la Escuela Superior Politécnica del Litoral (ESPOL). Facultad de Ciencias Sociales y Humanísticas.

- 2014 | Declaración de Huésped Distinguida del Ayuntamiento del Distrito Nacional Santo Domingo-República Dominicana.

- 2012 | Reconocimiento por la labor desempeñada en el senado de la JCI y en distintas instituciones públicas.

- 2007 | Reconocimiento Cámara Junior Internacional Quito.

- 2006 | Reconocimiento por la labor desempeñada. Comisión de lo Económico del Congreso Nacional del Ecuador.

- 2006 | Reconocimiento Centro de Investigaciones de los Movimientos Sociales del Ecuador.

- 2004 | Primer Premio Concurso Continental de Debate. JCI Ecuador.

- 1995 | Reconocimiento Universidad Central del Ecuador.

- 1995 | Reconocimiento de la Asociación Escuela de Derecho de la Pontificia Universidad Católica del Ecuador. AED.

- 1995 | Reconocimiento Ministerio de Educación y Cultura.

- 1995 | Reconocimiento Congreso Nacional del Ecuador.

- 1994 | Primer Premio Concurso Local, Nacional, Continental y Mundial de Oratoria Junior Chamber Internacional. Japón.